# Jobagión
Jobagión (asi z lat. Homagio = vazal svázaný s pánem slibem věrnosti) může být v Uhersku:
- V 12. a 13. století: svobodná osoba ve vazalském poměru, konkrétně:
  - Královský jobagión (jen do začátku 13. století)
  - Hradní jobagión (hradní rytíř)
  - Jiná podobně svobodná osoba ve vazalském poměru u velmože nebo u bohatých církevních institucí
- Od 13. století do revoluce 1848/1849: poddaný (případně nevolník)

Z královských a hradních jobagiónů se 13. století vyvinula šlechta, jíž panovník uděloval půdu a dědičné majetky (tzv. Filii jobagionum).